# Русе Поптодоров
Русе (Руси) Поптодоров с псевдоними Билал, Иван Хус, Славков, Славковски е български духовник и революционер, битолски селски войвода на Вътрешната македоно-одринска революционна организация.

## Биография
Руси Поптодоров е роден в 1884 година в охриското село Велмей, тогава в Османската империя. Завършва втори клас в българската класическа гимназия в Битоля и преподава в Рамна, Велмей и други села.
През Илинденско-Преображенско въстание е войвода на селска чета. След въстанието е интерниран. Легализира се и става ръководител на Велмейския революционен комитет на ВМОРО. В 1905 година е назначен за учител във Велмей, но властите не му позволяват да заеме мястото.
През март 1907 година става член на Охридския окръжен революционен комитет, а през юни е арестуван от турските власти и осъден на доживотен затвор. Затворен е в Битолския затвор до Младотурската революция от юли 1908 година, когато получава амнистия.
През Балканската война Русе Поптодоров е доброволец в Македоно-одринското опълчение в 1-ва рота на 10-та прилепска дружина, награден е с орден „За храброст“, IV степен. По-късно се замонашва в манастира „Всех Святих“ край охридското село Лешани, където и умира.